# Kolubarský okruh
Kolubarský okruh (srbsky Kolubarski okrug, cyrilicí Колубарски округ) se nachází na západě centrálního Srbska, se správním centrem ve Valjevu. V roce 2011 zde žilo 174 513 obyvatel. Se svojí rozlohou 2 474 km2 představuje 2,8 % rozlohy Srbské republiky.
Okruh nese název podle řeky Kolubara, která protéká západo-východním směrem přes oblast Kolubarského okruhu. Jižní hranici okruhu představují pohoří Povljen a Maljen. Severní část okruhu (okolo města Ub) je rovinatá, snižuje se postupně k řece Sávě.
Okruhem prochází Železniční trať Bělehrad - Bar, která představuje hlavní železniční spojnici okruhu se zbytkem země. Ve výstavbě je rovněž dálnice, která spojí údolí řeky Kolubary s Bělehradem. Hlavním silničním spojem je nicméně i v současné době tzv. Ibarská magistrála.
V roce 1998 došlo na jihu Kolubarského okruhu k nejsilnějšímu zaznamenanému zemětřesení v historii Srbska o magnitudě 5,5. K dalším silným zemětřesením v Srbsku došlo v letech 1983 a 2010. Jejich epicentra se nacházela několik desítek kilometrů jihovýchodně od tohoto okruhu.

## Správní členění
Okruh zahrnuje následující města:
- Osečina
- Ub
- Lajkovac
- Valjevo
- Mionica
- Ljig

## Etnické skupiny
| Národnost  | obyvatel |
| ---------- | -------- |
| Srbové     | 166 325  |
| Romové     | 4 045    |
| Černohorci | 215      |
| Jugoslávci | 161      |
| Makedonci  | 133      |
| Chorvati   | 120      |
| Ostatní    | 3 514    |
| Celkem     | 174 513  |